# 短裂亚菊
短裂亚菊（学名：Ajania breviloba），为菊科亚菊属下的一个植物种。